# Cartierul Eminescu din Oradea
Cartierul Eminescu este un cartier al municipiului Oradea. Se află în partea de est a municipiului și are o comunitate semnificativă de romi.
O denumire alternativă veche este Cinka Panna (citește Ținka), în amintirea unei violoniste de mare virtuozitate, din etnia romă: Czinka Panna sau Cinka Panna sau pe limba slovacă Panna Cinková (1711. – d. 1772), originară din localitatea Sajógömör, comitatul Gömör (slovacă Gemer župa), astăzi în Slovacia.

 Acest articol despre o localitate din județul Bihor este deocamdată un ciot. Puteți ajuta Wikipedia prin completarea lui.